# I tre moschettieri (film 2011)
I tre moschettieri (The Three Musketeers) è un film del 2011 diretto da Paul W. S. Anderson.
Il soggetto è tratto dal romanzo del 1844 di Alexandre Dumas I tre moschettieri; ne è stata realizzata anche una versione 3D.

## Trama
Venezia: i tre moschettieri Athos, Porthos e Aramis, vengono aiutati dall'amante di Athos, Milady de Winter, per rubare un progetto di Leonardo da Vinci. Dopo essersi introdotti nella cripta superando le trappole, i quattro vengono però raggiunti dalle guardie, e l'unico modo per fuggire è far saltare il soffitto allagando la cripta con l'acqua del canale soprastante. Messisi in salvo, i tre moschettieri vengono però traditi da Milady, la quale, avendo preso un accordo con il Duca di Buckingham, li droga e ruba loro i progetti della macchina da guerra. Come punizione per aver fallito la missione, i tre vengono radiati dal Cardinale Richelieu dal corpo dei moschettieri.
Un anno dopo, il giovane spadaccino guascone D'Artagnan decide di partire per Parigi per diventare moschettiere, come fu suo padre. Giunto in una locanda a Meung, il giovane ha un alterco con Rochefort, il comandante delle guardie di Richelieu, che ha denigrato la sua giumenta, e lo sfida a duello, ma questi, invece di battersi lealmente, estrae la sua pistola, con la quale lo ferisce a un braccio. La vita del guascone viene salvata da Milady De Winter, la quale passando per caso con la sua carrozza convince Rochefort a risparmiare la vita del giovane, considerando quest'ultimo troppo grazioso per essere ucciso. Furibondo per il comportamento sleale di Rochefort, D'Artagnan lo insegue per fargliela pagare fino a quando non raggiunge Parigi.  Durante l'inseguimento, il giovane si scontra in tre momenti diversi con i moschettieri Athos, Porthos e Aramis, e, senza riconoscerli, li sfida, e dovrà affrontarli nello stesso posto in tre orari differenti, rispettivamente alle ore 12, 13 e 14.
Al primo appuntamento, però, D'Artagnan scopre che i padrini del suo avversario sono proprio gli altri due sfidanti. Mentre D'Artagnan e i tre ex-moschettieri stanno per incrociare le lame, arrivano le guardie del cardinale, guidate da Jussac, raggiunte poco dopo dallo stesso capitano Rochefort. Jussac cerca di trarre in arresto i moschettieri e D'Artagnan, dato che i duelli sono proibiti per ordine del cardinale. D'Artagnan, tuttavia, furioso alla vista di Rochefort, decide di attaccare le sue guardie, seminando scompiglio e mettendone fuori combattimento molte di loro. Colpiti dal coraggio del giovane, i tre moschettieri si uniscono a lui nel duello, mentre Rochefort dopo aver ordinato alle sue guardie di ucciderli, lascia il luogo dello scontro seguito dalla sua scorta; in breve tempo, i quattro hanno ragione sulle quaranta guardie del Cardinale, compreso Jussac, il quale sconfitto più volte da D'Artagnan, anche in maniera netta e umiliante, alla fine spezza la sua spada in segno di resa e va via. Il cardinale Richelieu li convoca a nome del Re affinché questi li punisca, ma Re Luigi e sua moglie, la Regina Anna, concedono loro la grazia, assolutamente impressionati dalla loro impresa e ammirando il loro coraggio.
Per spodestare il re e prendere il suo posto, Richelieu incarica la sua agente Milady di scrivere false lettere d'amore di Buckingham alla regina Anna e di rubarle la collana di diamanti, regalo del re, con l'obiettivo d'incastrarla, facendo credere che la regina abbia una relazione con il Duca di Buckingham, il quale è giunto in Francia per conto del Re d'Inghilterra con un'aeronave da guerra costruita secondo i progetti di Leonardo Da Vinci rubati a Venezia. Ma la dama di compagnia della Regina, Costanza Bonacieux, scopre il complotto di Richelieu e informa D'Artagnan e i tre moschettieri, che insieme studiano un piano per fermare il Cardinale. Il gruppo segue Milady fino al porto di Calais, ma gli ingressi sono tutti bloccati e per permettere ai quattro amici d'imbarcarsi Costanza si fa catturare apposta dalle guardie di Jussac. Intanto, Re Luigi trova le lettere d'amore e Richelieu lo convince a organizzare un ballo a corte dove Anna sarebbe costretta a indossare la collana di diamanti.
Giunta a Londra, Milady avverte Buckingham dell'arrivo dei tre moschettieri, che vogliono vendicarsi per il tradimento subito. Buckingham cattura D'Artagnan e lo interroga, ma quest'ultimo rivela che la sua cattura è stato solo un diversivo così che i tre moschettieri potessero rubare l'aeronave. D'Artagnan viene infatti recuperato, e Milady, in fuga con i diamanti, catturata. Cosciente di aver fallito, e per non farsi uccidere dall'amato Athos, la donna si getta nel vuoto dall'aeronave. Più tardi, durante il loro volo verso Parigi, i quattro vengono attaccati da Rochefort, a bordo di un'aeronave più grande e che tiene in ostaggio Costanza, la quale si rivela la spasimante di D'Artagnan, il quale, rimane indeciso sul da farsi nel vederla in pericolo. Athos, non volendo che D’Artagnan passi le sue stesse pene, propone dunque di portare a bordo i diamanti in cambio di Costanza. Dopo una spericolata battaglia aerea, le due aeronavi si scontrano e finiscono sopra il tetto della Cattedrale di Notre-Dame, dove D'Artagnan, affronta e uccide Rochefort.
Costanza riporta la collana di diamanti alla regina Anna in tempo per il ballo, dove i tre moschettieri e D'Artagnan vi arrivano scendendo dall'aeronave in fiamme, e mentono al Re dando a Richelieu il merito di aver recuperato l'aeronave e di aver smascherato Rochefort, spia di Buckingham. A conferma di quanto dichiarato, Athos mostra al re un'autorizzazione scritta proprio da Richelieu (che Milady gli aveva consegnato prima di precipitarsi nel vuoto). Richelieu, soddisfatto, offre ai quattro un posto nelle sue guardie, ma questi rifiutano, irritandolo.
Milady (caduta nel canale della Manica) viene ripescata dal Duca di Buckingham a bordo della sua nave ammiraglia mentre fa rotta verso la Francia, con una vasta flotta di navi e aeronavi.

## Colonna sonora
Nella colonna sonora è compresa anche la canzone When We Were Young dei Take That.

## Distribuzione
L'uscita nelle sale cinematografiche del film, prodotto dalla Constantin Film e distribuito in Italia da 01 Distribution, è avvenuta il 14 ottobre 2011.
Il film è stato trasmesso in prima TV su Rai 1 martedì 10 dicembre 2013, anche in HD e 3D su Rai HD sia sul digitale terrestre che sulla piattaforma satellitare Tivùsat.